# Фрост (Міннесота)
Фрост (англ. Frost) — місто (англ. city) в США, в окрузі Феріболт штату Міннесота. Населення — 216 осіб (2020).

## Географія
Фрост розташований за координатами 43°35′5″ пн. ш. 93°55′34″ зх. д. / 43.58472° пн. ш. 93.92611° зх. д. (43.584707, -93.926092).  За даними Бюро перепису населення США в 2010 році місто мало площу 1,36 км², уся площа — суходіл. В 2017 році площа становила 1,12 км², уся площа — суходіл.

## Демографія
Згідно з переписом 2010 року, у місті мешкало 198 осіб у 95 домогосподарствах у складі 59 родин. Густота населення становила 145 осіб/км².  Було 123 помешкання (90/км²).
Расовий склад населення:
| - 97,0 % — білих - 0,5 % — корінних американців - 0,5 % — чорних або афроамериканців |

До двох чи більше рас належало 2,0 %. Частка іспаномовних становила 1,0 % від усіх жителів.
За віковим діапазоном населення розподілялося таким чином: 18,7 % — особи молодші 18 років, 61,6 % — особи у віці 18—64 років, 19,7 % — особи у віці 65 років та старші. Медіана віку мешканця становила 47,8 року. На 100 осіб жіночої статі у місті припадало 96,0 чоловіків;  на 100 жінок у віці від 18 років та старших — 96,3 чоловіків також старших 18 років.
Середній дохід на одне домашнє господарство  становив 49 918 доларів США (медіана — 34 750), а середній дохід на одну сім'ю — 54 022 долари (медіана — 45 625). За межею бідності перебувало 23,3 % осіб, у тому числі 40,0 % дітей у віці до 18 років та 7,7 % осіб у віці 65 років та старших.
Цивільне працевлаштоване населення становило 118 осіб. Основні галузі зайнятості: транспорт — 16,9 %, мистецтво, розваги та відпочинок — 14,4 %, освіта, охорона здоров'я та соціальна допомога — 14,4 %.